# شیرکو کریم
شیرکو کریم (عربی: شيركو كريم لطيف؛ زادهٔ ۲۵ مهٔ ۱۹۹۶) یک بازیکن فوتبال اهل عراق است.
از باشگاه‌هایی که در آن بازی کرده‌است می‌توان به گراس‌هاپر زوریخ، الشرطه، و تیم ملی فوتبال زیر ۲۳ سال عراق اشاره کرد.
وی همچنین در تیم‌های ملی فوتبال Iraq U17 زیر ۲۰ سال عراق Iraq U23 بازی کرده است.